# ジェームズ・マセソン

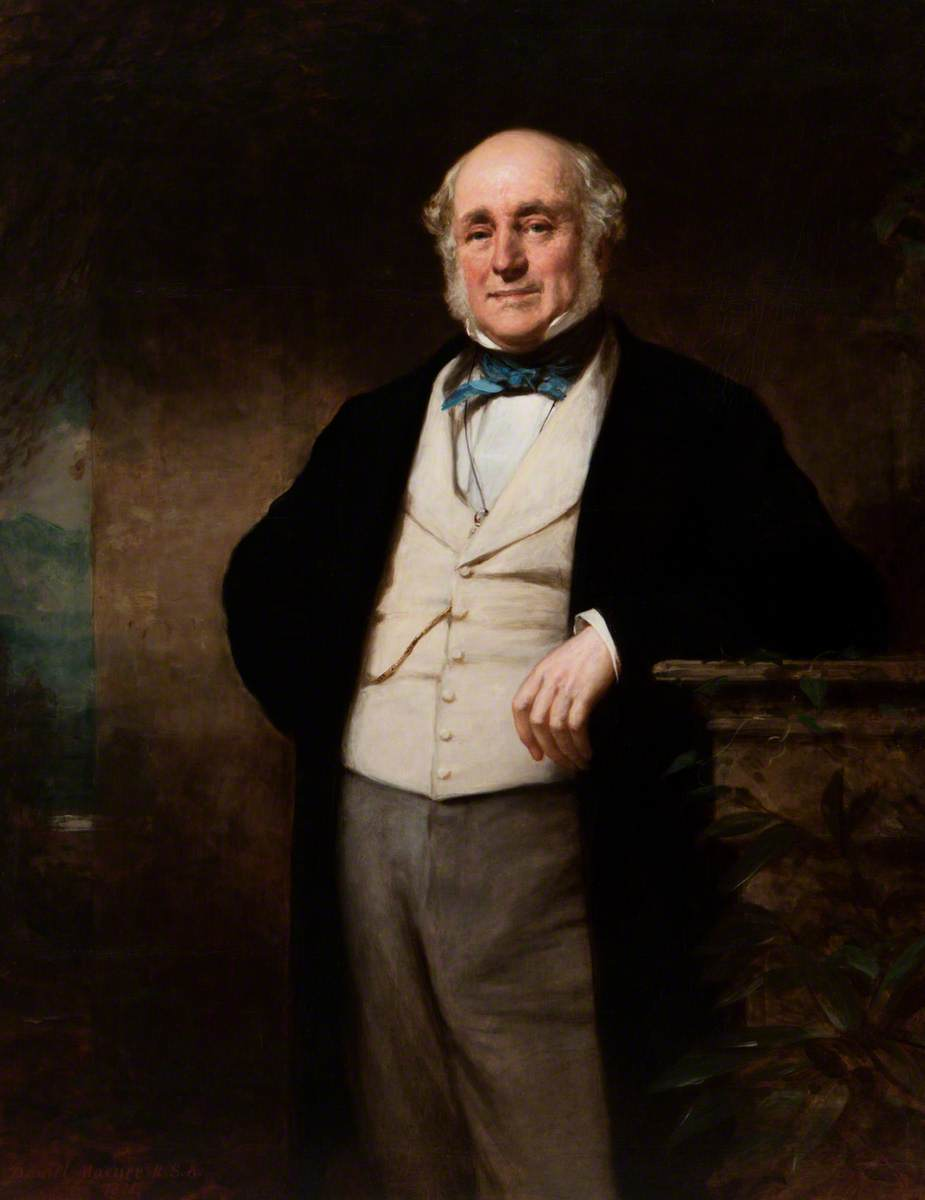
ダニエル・マクニーによる肖像画、1871年。

初代準男爵サー・ニコラス・ジェームズ・サザーランド・マセソン（英語: Sir James Nicolas Sutherland Matheson, 1st Baronet FRS、中国語: 詹姆士·馬地臣（勿地臣）、1796年11月17日 - 1878年12月31日）はイギリス・スコットランドの実業家。1832年にウィリアム・ジャーディンとともにジャーディン・マセソン商会を設立した。帰国した後は庶民院議員（在任：1843年 – 1868年）、ロスシャー統監（在任：1866年 – 1878年）を歴任した。

## 生涯

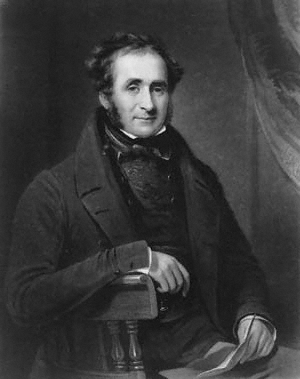
ジェームズ・マセソン。メゾチント、原作ジェームズ・ロンズデール。

ドナルド・マセソン（Donald Matheson）と妻キャサリン（Katherine、旧姓マッケイ（MacKay）、トマス・マッケイの娘）の次男として、1796年11月17日にサザランドのレーグ近くのシャイネス（Shinness）で生まれた。インヴァネス・ロイヤル・アカデミー、エディンバラのロイヤル・ハイスクールエディンバラ大学で学んだあと、ロンドンで代理商館で商業を2年間学んだ。1815年ごろよりインドに興味を持ち、カルカッタのマッキントッシュ商会（Mackintosh & Co.）で働いたが、のちに退職して、1818年に貿易船長のロバート・テイラー（Robert Taylor）とともに貿易業に従事した。主にインドと清の間の貿易に従事したが、テイラーは2年のうちに死去した。2人は1819年にアヘン貿易を開始、マセソンが全財産をつぎこむことになったが、幸いにも後にアヘンの価格は暴騰する。
1821年、デンマーク駐広州領事に就任する。当時は英国商人が他国の領事に就任しても、イギリス東インド会社の規定に触れなかった。同1821年にマカオでYrissari & Co.という合名会社を設立したが、1826年に出資者の1人Xavier Yrissariが死去した、1828年に会社をたたんだ。1827年11月8日、ウィリアム・ウッドと広州でアヘン相場などを掲載した英字新聞『カントン・レジスター』（広州紀録報）を創刊した。
1828年、ウィリアム・ジャーディンの紹介でMagniac & Co.に出資、1832年に会社を再編してジャーディン・マセソン商会を設立した。インドから清へのアヘンの密輸、フィリピンとの砂糖と香辛料の貿易、清の茶と絹のイングランドへの輸入、船積書類と積荷保険の取り扱い、造船所設備と倉庫の賃貸、貿易金融、その他貿易に関するあらゆる業務を取り扱った。
1830年代中頃から、清国ではアヘン貿易の代償に銀が大量に流出するのを恐れた当局が締め付けを強化したため貿易が次第に困難になっていた。この貿易不均衡は、西欧の貿易会社が取り扱う清国産の茶や絹の輸出額よりもアヘンの輸入額が高かったことを意味する。
しかし、清でのアヘン取引の拡大を望んだウィリアム・ジャーディンは、対清貿易で強硬姿勢を取るよう政府を説得するためマセソンをイギリスに派遣した。マセソンは『鉄の公爵』と呼ばれた外務大臣初代ウェリントン公爵に面会したが門前払いを食わされ、「傲慢で愚かな男に辱めを受けた」とジャーディンに報告した。1836年にマセソンがアジアに戻ると、ジャーディン自らがイギリスに向かった。同年、マセソンは著書『The Present Position and Future Prospects of British Trade with China』（イギリス対中貿易の現状と展望）を出版し、中国における貿易事情について詳しく述べ、清の外国人排除政策を批判して、イギリス政府に断固とした政策をとるよう求めた。その後、ジャーディンは一旦中国に戻るが、1839年1月に再び帰国した。
1839年3月、欽差大臣として派遣された林則徐が外国諸商館のアヘンを没収して、マセソンを含む商人16人を拘禁した。マセソンは同年5月に釈放されるときに清からの永久追放を宣告されたが、帰国せず、代わりにマカオ、ついで香港でアヘン密輸を続けた。
アヘン戦争後の1842年、喘息によりにイギリスに帰国、同時に商社の管理から引退して、甥に後を継がせた。ジャーディンは本国で庶民院議員に当選していたが、1843年に死去しており、マセソンは同年3月に行われたアシュバートン選挙区の補欠選挙でホイッグ党（のち自由党）候補として出馬、141票対96票で当選した。1843年11月9日、メアリー・ジェーン・パーシヴァル（Mary Jane Perceval、1876年11月23日没、マイケル・ヘンリー・パーシヴァルの娘）と結婚した。1846年2月19日、王立協会フェローに選出された。
1844年にアウター・ヘブリディーズのルイス島を購入、リューズ城を建てたほか、サザランドの副統監と治安判事を務めた。1840年代末のハイランド地方におけるジャガイモ飢饉で救済に尽力して、1851年1月15日に準男爵に叙された。

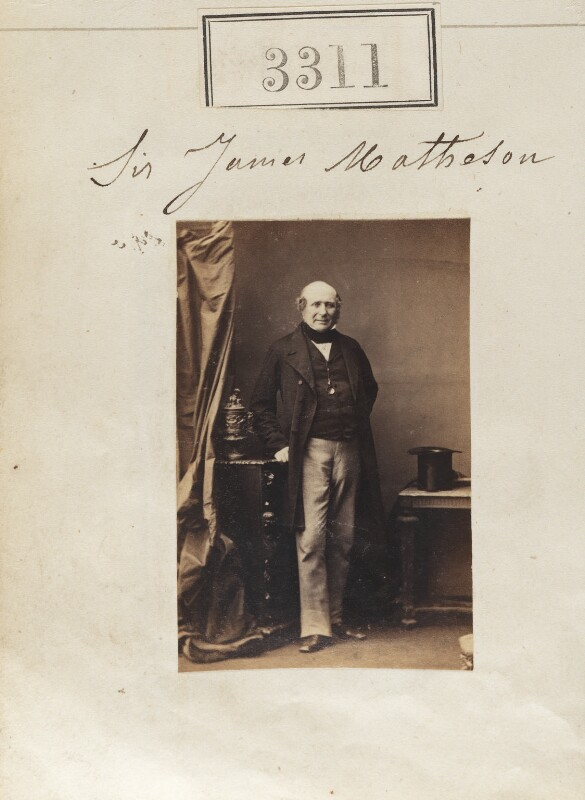
カミーユ・シルヴィによる肖像写真、1861年。

1847年イギリス総選挙ではロス・アンド・クロマーティ選挙区に転じて無投票で当選した。このごろには銀行業にも進出した。1852年イギリス総選挙で288票対218票で再選した後、1857年、1859年、1865年の総選挙では無投票で再選した。1868年イギリス総選挙では出馬せず、議員を退任した。
1866年6月27日にロスシャー統監に任命され、1878年に死去するまで務めた。
1878年12月31日に南フランスのマントンで死去、レーグの墓地に埋葬された。子女がおらず、準男爵位は廃絶した。

## 日本との関わり
長州五傑（井上馨、遠藤謹助、山尾庸三、野村弥吉、伊藤博文）の英国留学は、ジャーディン・マセソン商会横浜支店（英一番館）が支援した。また、彼らの英国滞在中はジェームズ・マセソンの甥にあたるヒュー・マセソン（ジャーディン・マセソン商会・ロンドン社長）が世話役となった。

## 地名

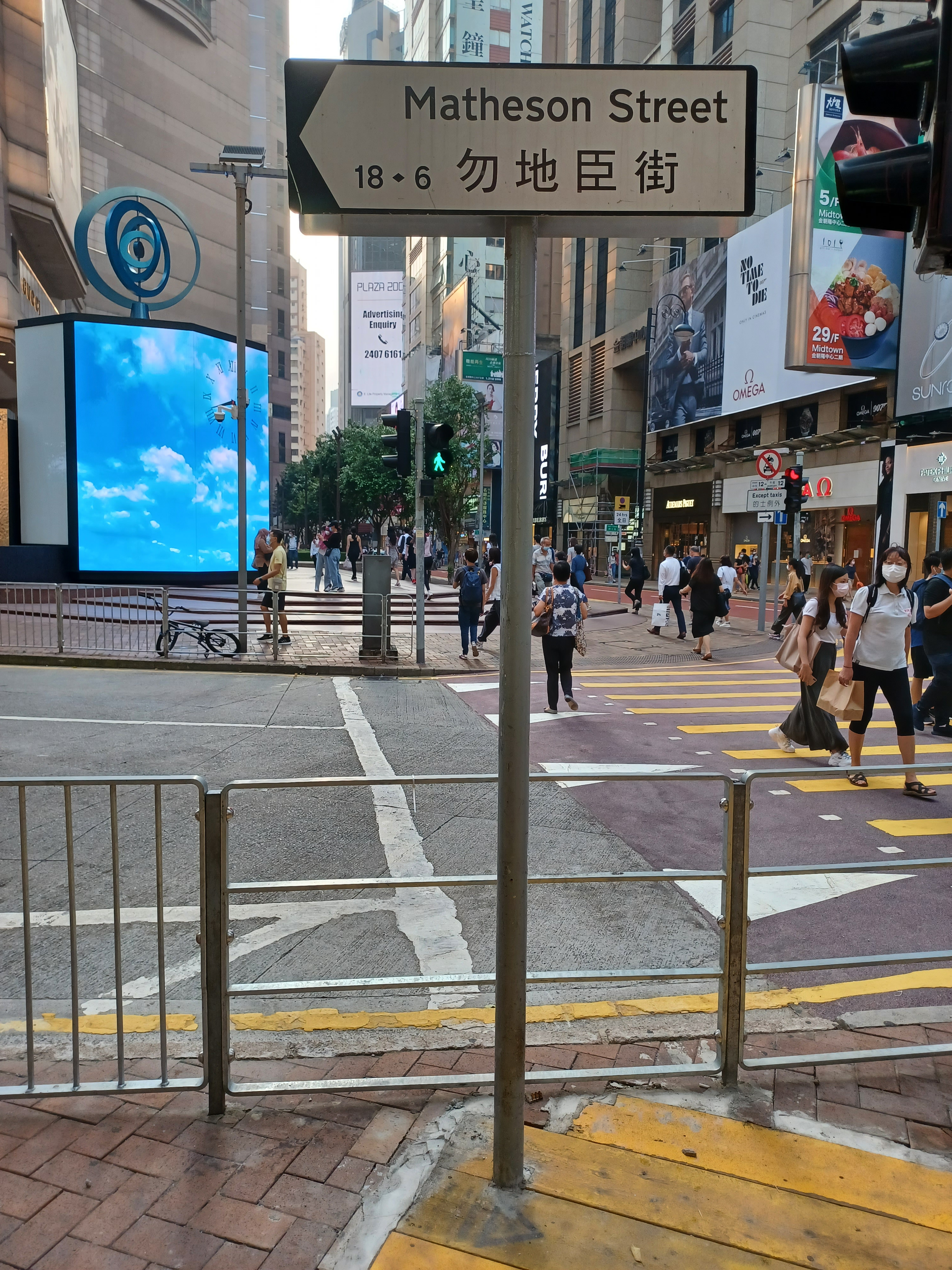
香港・銅鑼湾の「勿地臣街」（Matheson Street）、2021年撮影。

香港・銅鑼湾の「勿地臣街」（Matheson Street）はジェームズ・マセソンから命名されている。